# Zamarada crenulata
Zamarada crenulata är en fjärilsart som beskrevs av Fletcher 1974. Zamarada crenulata ingår i släktet Zamarada och familjen mätare. Inga underarter finns listade i Catalogue of Life.